# Филозофија музике (књига)
Филозофија музике (итал. Filosofia della musica) је стручна монографија Масимо Доне (итал. Massimo Donà) (Венеција, 1957) италијанског писца, филозофа, џез трубача и композитора џез музичара. Књига је објављена 2006. године. Српско издање књиге у преводу Аленке Здешар-Ћириловић објављено је 2008. године у издању "Геопоетике" из Београда.

## О аутору
Масимо Дона (Венеција, 1957) је био предавач филозофије и естетике на више универзитета у Италији. Аутор је неколико десетина књига из области филозофије, естетике и историје уметности. Дона је и музилчар, свирао је да Дизијем Гилеспијем, Декстером Гордоном и другима. Вођа је џез квинтета са којим је снимио четири компакт диска.

## О књизи
Књига Филозофија музике приказује вечну и веома блиску везу која повезује филозофију и музику од свог настанка. Дона је сабрао саму суштину музичких естетика највећих композитора свих времена и жанрова од класичне музике, преко џеза до рокенрола. Због тога су у књизи заједно и Бетовен и Паркер и Вагнер и Ленон, Питагора, Платон, Лајбниц, Кант, Хегел, Ниче, Адорно, Бењамин, али и Моцарт, Малер, Стравински, Дејвис и Кејџ, као и Вејл, Колтрејн, Мингус.
Јасним сликама и дефиницијама, као и уметничким апстрактностима, Масимо Дона овом књигом као да опонаша саму природу музике: идеални спој тишине и космоса створен посредством звука. А онда је музику огрнуо плаштом филозофије.